# Fquih Ben Salah
Fquih Ben Salah (o Fkih Ben Salah; in arabo الفقيه بن صالح‎?, al-Fqīh ban Sālaḥ) è un comune del Marocco, dal 2009 capoluogo dell'omonima provincia, situato nella regione di Béni Mellal-Khénifra. La città si trova ai piedi del Medio Atlante, a 175 km a sud-est di Casablanca, 190 km a nord-est di Marrakech, e circa 40 km a nord ovest di Béni Mellal. L'economia della città è basata sui ricchi giacimenti di fosfato limitrofi ad essa ma anche sulle rimesse dei numerosi residenti emigrati all'estero (soprattutto in Italia e Francia) che contribuiscono in maniera significativa all'economia della regione. 

## Storia
Gli abitanti della regione, i Beni Amir provenivano dall'Andalusia e furono qui portati dal sultano Mulay Isma'il (1672-1727), storicamente la città ebbe sempre una posizione strategica e i coloni francesi se ne accorsero, le sue origini probabilmente derivano dalla presenza di un souk (mercato) che si tiene ancora oggi il mercoledì e in cui affluiscono persone da tutta la provincia

## Società

### Evoluzione demografica
Nel censimento del 1982 la popolazione era di 47 540 abitanti. Nonostante la fortissima emigrazione dal 2004 al 2014 l'aumento della popolazione è stato del 2,15% l'anno, passando dai 82 446 abitanti del 2004 ai 102 019 del 2014 per via dell'emigrazione dai villaggi vicini, 190 457 nel 2021. La provincia di Fquih Ben Salah di cui è capoluogo conta 16 comuni e circa 1 400 000 abitanti

## Amministrazione

### Gemellaggi
- Don Benito, Spagna